# Monét X Change
Kevin Bertin, né le 19 février 1990, plus connu sous le nom de scène Monét X Change, est une personnalité télévisée et drag queen américaine. Elle est principalement connue pour avoir participé à la dixième saison de RuPaul's Drag Race, se plaçant à la sixième place et gagnant le titre de Miss Congeniality.
Quelques mois plus tard, elle participe à la quatrième saison de RuPaul's Drag Race: All Stars, où elle finit gagnante ex æquo avec Trinity The Tuck.

## Enfance et débuts
Kevin naît à Brooklyn, à New York, le 23 mars 1990. Il déménage plus tard dans le Bronx. Le premier concours de beauté drag qu'il gagne est le sixième annuel concours de Gay Caribbean USA, le 27 septembre 2014, où il représente Sainte-Lucie. Sa drag mother est Honey Davenport.

## Carrière
Monét X Change est annoncée comme l'une des quatorze candidates de la dixième saison de RuPaul's Drag Race le 22 février 2018. Elle se place dans le bottom two dans le quatrième et le cinquième épisode avec respectivement Dusty Ray Bottoms et Mayhem Miller. Elle gagne ces deux lip-syncs, mais perd le troisième face à Kameron Michaels dans le dixième épisode. Elle gagne le titre de Miss Congeniality durant la finale de la saison.
Pendant le premier épisode de la saison, Monét X Change coud une robe faite d'éponges de cuisine pour le défilé. Elle et plusieurs candidates y feront souvent référence dans d'autres épisodes de la saison 10. Une autre candidate, Yuhua Hamasaki, crée sa propre robe éponge et donne les sous de sa vente à une association qui aide les personnes LGBTQ,. Un pin's à motif éponge a été mise en disponibilité sur le site de Monét X Change après la diffusion de l'épisode. Le compte Twitter officiel de Bob l'Éponge a fait référence à Monét dans l'un de ces tweets.
Monét est la co-animatrice du podcast Sibling Rivalry avec sa drag sister Bob the Drag Queen. Le premier épisode a été diffusé le 11 mars 2018.
En juin 2018, Monét X Change a dénoncé la rappeuse Azaelia Banks sur Twitter après l'accusation de plagiat de cette dernière envers RuPaul. Le compte d'Azaelia a ensuite été supprimé après sa réponse au tweet de Monét.
Elle est apparue en tant qu'invité dans un épisode de What Would You Do le 6 juillet 2018.
Du 14 décembre 2018 au 15 février 2019, elle participe à la quatrième saison de l'émission RuPaul's Drag Race: All Stars, qu'elle remporte ex æquo avec Trinity The Tuck.
Le 13 avril 2022, Monét X Change est annoncée comme l'une des huit candidates de la septième saison de RuPaul's Drag Race All Stars.
En 2022, Monet X Change joue à l'opéra du Minnesota la pièce, La fille du régiment. Elle incarne le rôle de la duchesse de Krakenthorp.
En 2024, elle devient hôte du talk-show Monét's Slumber Party sur la chaîne de streaming Dropout (en), dont le premier épisode sort le 19 juillet 2024.

## Musique
Monét X Change sort son premier single, Soak It Up, le 25 mai 2018, le même jour que la diffusion de l'épisode de son élimination. Dans le clip de la chanson apparaissent Bob the Drag Queen, Monique Heart et Boomer Banks.

## Filmographie

### Films
| Année | Titre                  | Rôle       | Notes                               |
| ----- | ---------------------- | ---------- | ----------------------------------- |
| 2018  | A Queen for the People | Elle-même  | Documentaire par Bob the Drag Queen |
| 2019  | The World of Madame X  | Drag Queen | Court-métrage par Madonna           |

### Télévision
| Année   | Titre                        | Rôle       | Notes                  |
| ------- | ---------------------------- | ---------- | ---------------------- |
| 2017    | Dating My Mother             | Drag Queen | Film télévisé          |
| 2018    | RuPaul's Drag Race           | Elle-même  | Concurrente, Saison 10 |
| 2018    | RuPaul's Drag Race: Untucked | Elle-même  | Concurrente, Saison 10 |
| 2018    | What Would You Do?           | Elle-même  | Invitée                |
| 2018–19 | RuPaul's Drag Race All Stars | Elle-même  | Saison 4, gagnante     |
| 2019    | The View                     | Elle-même  | Invitée                |
| 2019    | Brunch with Tiffany          | Elle-même  | Invitée                |
| 2020    | RuPaul's Celebrity Drag Race | Elle-même  | Mentor                 |
| 2022    | RuPaul's Drag Race All Stars | Elle-même  | Saison 7               |
| 2023    | Glamorous                    | Elle-même  | Apparition épisode 6   |
| 2024    | Monét's Slumber Party        | Elle-même  | Présentatrice          |

### Web-séries
| Année     | Titre                     | Rôle      | Notes                                   |
| --------- | ------------------------- | --------- | --------------------------------------- |
| 2017      | Daniel's Desk             | Elle-même | Épisode 1 invitée                       |
| 2018      | Monét's Herstory X Change | Elle-même | Présentatrice                           |
| 2018      | Queen to Queen            | Elle-même | Invitée, avec Miz Cracker               |
| 2018      | Countdown To The Crown    | Elle-même | Saison 10                               |
| 2018      | Cosmo Queens              | Elle-même | Saison 3, épisode 9                     |
| 2018–2019 | Fashion Photo Ruview      | Elle-même | Invitée spéciale, deux épisodes         |
| 2019      | Review With a Jew         | Elle-même | Invitée, All Stars 4 Episode 3          |
| 2019      | Monét XPosé               | Elle-même | Présentatrice                           |
| 2019      | Camp Confessions          | Elle-même | Invitée, Episode 34                     |
| 2019      | The X Change Rate         | Elle-même | Présentatrice, Productrice exécutive    |
| 2019      | Detailz                   | Elle-même | Invitée                                 |
| 2020-2022 | The Pit Stop              | Elle-même | Invitée, puis Présentatrice (saison 14) |

## Discographie

### EP
| Titre            | Détails                                                                                             | Place la plus haute dans les classements | Place la plus haute dans les classements |
| Titre            | Détails                                                                                             | US Heat                                  | US Indie                                 |
| ---------------- | --------------------------------------------------------------------------------------------------- | ---------------------------------------- | ---------------------------------------- |
| Unapologetically | - Sortie: 22 février 2019 - Label: The Randall House - Formats: Téléchargement numérique, streaming | 18                                       | 25                                       |

### Singles

#### En tant qu'artiste principale
| Titre                                          | Année | Album             |
| ---------------------------------------------- | ----- | ----------------- |
| "Soak It Up" (solo ou avec Bob the Drag Queen) | 2018  | single hors album |
| "There for You"                                | 2019  | Unapologetically  |

#### En featuring
| Titre | Année | Album              |
| --- | ----- | ------------------ |
| "Cher: The Unauthorized Rusical" (RuPaul featuring Aquaria, Eureka, Kameron Michaels, Miz Cracker, Monét X Change, et The Vixen) | 2018  | singles hors album |
| "Everybody Say Love" (RuPaul featuring Naomi Smalls, Monique Heart, Farrah Moan, et Monét X Change)                              | 2018  | singles hors album |
| "Super Queen (Cast Version)" (RuPaul featuring Naomi Smalls, Monique Heart, Monét X Change, et Trinity the Tuck)                 | 2019  | singles hors album |

### Music videos[edit]
| Année | Titre                             | Artiste    |
| ----- | --------------------------------- | ---------- |
| 2016  | "Fantasy"                         | Acid Betty |
| 2018  | "Strange Fruit"                   | Elle-même  |
| 2018  | "Soak It Up"                      | Elle-même  |
| 2019  | "Unapologetically: The Visual EP" | Elle-même  |
| 2019  | "God Control"                     | Madonna    |

## Récompenses et nominations
| Année | Organisation attribuant les prix | Categorie           | Travail         | Resultats |
| ----- | -------------------------------- | ------------------- | --------------- | --------- |
| 2017  | Glam Awards                      | Comédien de l'année | Elle-même       | Nommée    |
| 2019  | WOWIE Awards                     | Meilleur Podcast    | Sibling Rivalry | Nommée    |